# Éridan (bateau)
L’Éridan (indicatif visuel M641) est la tête de série française des chasseurs de mines tripartites (d'où le nom de classe " Eridan" de la Marine française. Sa ville marraine est Le Pecq.
Ses missions sont « la détection, la localisation, la classification, l'identification puis la destruction ou neutralisation des mines par fonds de 10 à 80 mètres, le guidage des convois sous menace de mines et la pénétration sous la mer, la recherche d'épaves. ».

## Histoire
Au 13 novembre 2013, le navire se trouvait dans le secteur mer du Nord/Manche dans le cadre d'entrainement aux opérations de guerre des mines .
Il est retiré du service actif le 13 juin 2018. Désarmé en 2018, après avoir été amarré dans le port de Brest, il est déplacé en juin 2020 au cimetière des navires de Landévennec dans l'attente de son démantèlement.

## Commandement
- 1981-84 : capitaine de frégate

David de Drézigué
- 1984-85 : capitaine de frégate Marchand
- 1989-91 : capitaine de frégate Rémy Bertrand
- 2010- ? : capitaine de frégate Archenoul
- 13 janvier 2017- ? : capitaine de corvette Montanié[4]